# Емилия (област)
Вижте пояснителната страница за други значения на Емилия.
Емилия (на италиански: Emilia) е исторически регион в Северна Италия, който заедно с Романя образува днешния регион Емилия-Романя.
Регионът получава своето име от римския път Виа Емилия, построен през 187 пр.н.е. от консула Марк Емилий Лепид и свързващ градовете Плацентиа (Пиаченца) и Ариминум (Римини).
Границите на Емилия са маркирани на Изток от реките Силаро и Рено, които разделят региона от Романя, на Север граничната река е По, на Юг Апенините са границата към Лигурия и Тоскана. Емилия обхваща провинциите Пиаченца, Парма, Реджо Емилия, Модена, Ферара и Болоня.